# Шаховской, Лев Владимирович
Князь Лев Владимирович Шаховской (1849—1897) — журналист, заведовал архивом и канцелярией Московской Оружейной палаты.

## Биография
Родился 7 (19) декабря 1849 года в семье князя Владимира Львовича Шаховского (23.07.1813—10.10.1881). Во втором браке отца (с Александрой Павловной Ефремовой) кроме Льва родились ещё два сына: Сергей и Николай.
Учился на юридическом факультете Московского университета. В конце ноября 1869 года был арестован в связи с «нечаевским делом», однако убедительных доказательств его причастия к подрывной деятельности не нашлось, и вскоре он «по болезни» был отпущен на поруки отца.
Был сотрудником «Русского вестника» и «Московских ведомостей» — военный корреспондент в действующей армии на Балканах в период войны 1877—1878 гг.; напечатал материалы С театра войны 1877-78. Два похода за Балканы (М.: Университетская тип., 1878. — 318 с.; 2-е изд., с прил. карты воен. действий. — М.: типо-лит. И. Н. Кушнерев и К°, 1897. — [6], 321 с.; М.: Ассоц. Военная книга, 2013. — 286, [1] с. — (Военные мемуары). — ISBN 978-5-9904362-1-3). Были также напечатаны его телеграммы и письма в «Московские ведомости»: Путешествие их императорских величеств по Волге. 21-23 июля 1881 (М.: Унив. тип., 1881. — 14 с.).
В 1880—1883 годах заведовал архивом и канцелярией Московской Оружейной палаты. Затем был редактором статистического отделения Санкт-Петербургской городской управы.
Умер в Москве 13 (25) ноября 1897 года. Похоронен в Новодевичьем монастыре.
Жена (с 3 июля 1878 года) —  Варвара Михайловна Каткова (08.04.1855—26.06.1904), фрейлина двора, дочь М. Н. Каткова. Умерла от рака желудка. В 1887 году у них родился сын Михаил.